# Ådalsmotorvejen
 Der er for få eller ingen kildehenvisninger i denne artikel, hvilket er et problem. Du kan hjælpe ved at angive troværdige kilder til de påstande, som fremføres i artiklen.

Ådalsmotorvejen er en motorvejsindføring fra Nordjyske Motorvej (E45 frakørsel 27 Aalborg C) til indfaldsvejen Sønderbro, som forbinder Aalborgs midtby med motorvejen mod syd. Den er navngivet Ådalsmotorvejen, da den forløber langs Østerådalen. 
Ådalsmotorvejen, eller Sønderbroindføringen, som den også kaldes, åbnede sammen med Mariendalsmøllemotorvejen d. 13. juni 1978.
Ådalsmotorvejen er sammen med Lyngbymotorvejen de eneste motorvejsstrækninger i Danmark, der har deres respektive kommuner som vejbestyrelse.
57°1′10″N 9°55′25″Ø / 57.01944°N 9.92361°Ø